# Liste profanierter Kirchen im Bistum Eichstätt
Die Liste profanierter Kirchen im Bistum Eichstätt führt Kirchen- und Kapellengebäude im Bistum Eichstätt auf, die profaniert wurden. Sie wurden oder werden verkauft, umgebaut oder abgerissen.

## Liste
| Bild | Kirche                        | Ort                 | Dekanat            | Baujahr | Profaniert                                                                  | Bemerkungen |
| --- | ----------------------------- | ------------------- | ------------------ | ------- | --------------------------------------------------------------------------- | --- |
| Bild gesucht Die Wikipedia wünscht sich an dieser Stelle ein Bild vom hier behandelten Ort. Falls du dabei helfen möchtest, erklärt die Anleitung , wie das geht. BW | Zur Göttlichen Vorsehung      | Schwabach-Vogelherd | Roth-Schwabach     | 1954    | 2015                                                                        | Abriss des Kirchengebäudes zugunsten von Wohnbebauung geplant Aufhängung der Glocken in der Kirche St. Peter und Paul in Horni Prysk (Tschechien) |
| | Schlosskapelle Mater dolorosa | Otting              | Weißenburg-Wemding | 1704    | 2018 wegen Bauschäden geschlossen, 2022 an die politische Gemeinde verkauft | |
| | St. Monika                    | Ingolstadt          | Ingolstadt         | 1986    | 2024                                                                        | Abriss des Kirchengebäudes zugunsten von Wohnbebauung geplant Aufstellung des Altars in der Kirche St. Augustin                                   |